# R. J. Hunter
Ronald Jordan Hunter (nascut el 24 a Oxford, Ohio), més conegut com a R. J. Hunter, és un jugador de bàsquet estatunidenc que actualment pertany als Boston Celtics de l'NBA. Amb 1,96 metres (6 peus i 5 polzades) d'alçada, juga en la posició d'escorta.
Hunter va jugar al bàsquet universitari amb els Georgia State Panthers sota la direcció del seu pare i entrenador dels Panthers Ron Hunter. És el màxim anotador en la història de la universitat amb un total de 1.819 punts després de jugar només tres temporades. Va jugar tres temporades de bàsquet universitari amb els Panthers de la Universitat Estatal de Geòrgia, en les quals va fer de mitjana 18,4 punts, 4,8 rebots, 2,4 assistències i 1,9 furtades per partit. El 30 de marzç de 2015, va declarar la seua eligibilitat per al draft de l'NBA, renunciant al seu any d'universitari. El 25 de juny de 2015, va ser seleccionat en la posició nombre 28 del Draft de l'NBA de 2015 pels Boston Celtics. El 27 de juliol de 2015, Hunter va signar el seu primer contracte com professional amb els Celtics.